# سيد أبادو (قهاب رستاق)
سید أبادو (بالفارسية: سیدآبادو) هي مستوطنة تقع في إيران في قسم قهاب رستاق الريفي. يقدر عدد سكانها بـ 22 نسمة بحسب إحصاء 2016.